# 徐尔灏
徐尔灏（1918年—1970年7月12日），中國气象学家。曾任南京大学教授兼气象系主任、中国气象学会副理事长、中科院大气物理研究所学术委员、国家科委气象组副组长。是中国大气物理学的奠基人之一。